# Cratere Sarmiento
Sarmiento  è un cratere sulla superficie di Mercurio.